# Les Chiens de l'enfer
 Les Chiens de l'enfer est le 20e épisode de la saison 3 de la série télévisée Buffy contre les vampires.

## Résumé
Anya demande à Alex d'être son cavalier au bal des finissants. Celui-ci, désespérant de trouver quelqu'un d'autre, accepte. Joyce va trouver Angel pour lui faire part de son inquiétude au sujet de l'avenir qui attend Buffy si elle reste avec lui. Angel, très affecté par cette visite et par ce que le maire lui a dit lors de l'épisode précédent, décide de rompre avec Buffy et de quitter Sunnydale après le jour de l'Ascension du maire, estimant qu'il la condamne à une vie injuste pour elle. Buffy a du mal à accepter cette décision. Alex découvre que Cordelia travaille dans une boutique de vêtements. Elle lui apprend que ses parents sont ruinés et qu'elle travaille pour se payer sa robe de soirée quand un chien monstrueux fait irruption dans la boutique et tue un jeune homme en smoking. Alors qu'ils regardent la bande vidéo de l'attaque, les membres du Scooby-gang reconnaissent Tucker Wells, un lycéen génie de la chimie. Celui-ci entraîne des chiens de l'enfer à attaquer les gens en costume ou robe pour gâcher le bal de promo. 
Buffy mène son enquête sur Tucker. Elle trouve où il réside mais, après l'avoir neutralisé, elle s'aperçoit que trois chiens de l'enfer ont déjà été relâchés. Elle part à leur poursuite et parvient à les tuer tous les trois juste avant qu'ils n'atteignent la salle de bal. Cordelia se réconcilie avec Alex (qui lui a payé sa robe de soirée). Au cours de la soirée, Jonathan remet à Buffy un prix spécial, celui de protecteur de la classe, pour avoir si souvent sauvé ses camarades de lycée. Finalement, Angel fait son apparition au bal et danse avec Buffy, bien que cela ne change rien à sa décision.

## Statut particulier
Dans cet épisode, la relation amoureuse entre Angel et Buffy prend fin. Noel Murray, du site The A.V. Club, estime que c'est l'épisode « le plus centré sur la vie lycéenne de toute la série » et qu'il est « agréable » mais assez anecdotique avant le grand final de la saison. Pour la BBC, l'intrigue autour du monstre de la semaine « manque douloureusement d'enthousiasme » mais le reste de l'épisode est « globalement traité avec réussite », le scénario de Marti Noxon « excellant dans les petits échanges intimes » entre les personnages et culminant avec l'arrivée d'Angel au bal. Mikelangelo Marinaro, du site Critically Touched, lui donne la note de A, évoquant un épisode « étrangement émouvant » qui évite l'écueil de tomber dans la mièvrerie et est particulièrement touchant dans les scènes de la rupture entre Buffy et Angel et de la remise du prix adressé à Buffy, l'intrigue « relativement secondaire » autour des chiens de l'enfer n'ayant finalement que peu d'impact sur un épisode dont les enjeux résident ailleurs.

## Distribution

### Acteurs et actrices crédités au générique
- Sarah Michelle Gellar : Buffy Summers
- Nicholas Brendon : Alexander Harris
- Alyson Hannigan : Willow Rosenberg
- Charisma Carpenter : Cordelia Chase
- David Boreanaz : Angel
- Seth Green : Oz
- Anthony Stewart Head : Rupert Giles

### Acteurs et actrices crédités en début d'épisode
- Kristine Sutherland : Joyce Summers
- Alexis Denisof : Wesley Wyndam-Pryce
- Brad Kane : Tucker Wells
- Emma Caulfield : Anya Jenkins

### Acteurs et actrices crédités en fin d'épisode
- Danny Strong : Jonathan
- Bonita Friedericy : Mme Finkle